# Hanstholms kommun
Hanstholms kommun var fram till kommunreformen 2007 en kommun i Viborg amt i Danmark. Huvudort var Hanstholm. Kommunen är numera en del av Thisteds kommun i Region Nordjylland.